# Matic Furjan
Matic Furjan (* 25. Mai 1998) ist ein slowenischer Fußballspieler auf der Position eines Stürmers. Seit Sommer 2019 steht er beim ŠD Videm mit Spielbetrieb in der dritthöchsten slowenischen Fußballliga, unter Vertrag.

## Karriere

### Karrierebeginn
Matic Furjan wurde am 25. Mai 1998 geboren und kam spätestens im Sommer 2008 in den Nachwuchsbereich des 2004 gegründeten NK Drava Ptuj. Dieser war bis zur Auflösung des im Jahre 1933 gegründeten gleichnamigen Klubs im Jahre 2011 ausschließlich für den Jugendfußball zuständig. In der Saison 2012/13 noch ein regelmäßig eingesetzter Spieler in der U-15-Mannschaft des Klubs, kam er noch in derselben Spielzeit zu seinen ersten beiden Einsätzen in der 2. Slovenska Kadetska Liga. In dieser U-17-Liga kam er daraufhin auch in der ersten Saisonhälfte 2013/14 zu acht Einsätzen und drei Tore, ehe er im Winter 2013/14 in den Nachwuchs des erst kürzlich in die slowenische Erstklassigkeit aufgestiegenen NK Krka wechselte. Für diesen absolvierte er in der 1. Slovenska Kadetska Liga, der U-17-Liga der slowenischen Erstligisten, acht Meisterschaftsspiele, in denen er es auf zwei Treffer brachte. Seine 2001 geborene Schwester Vanesa spielte zu dieser Zeit ebenfalls Fußball in Ptuj; als Juniorenspielerin agierte sie beim Damenfußballklub ŽNK Ptuj.

### Zweitligadebüt
Dem U-17-Team des Klubs aus Novo mesto gehörte Furjan daraufhin auch ab Beginn der nachfolgenden Spielzeit 2014/15 an, ehe er sich zur Winterpause 2014/15 der Herrenmannschaft des Zweitligisten NK Ankaran anschloss. Im ersten Spiel des Frühjahrs, einem 0:0-Auswärtsremis gegen den NK Dob am 21. März 2015, noch uneingesetzt auf der Ersatzbank, wurde der zu diesem Zeitpunkt 16-Jährige eine Woche später beim 1:0-Sieg seiner Mannschaft über den ND Dravinja von Trainer Vlado Badžim ab der 89. Spielminute für den späteren Österreich-Legionär Matic Hojnik eingewechselt. In weiterer Folge kam er zu regelmäßigen Kurzeinsätzen als Einwechselspieler, ehe er nach insgesamt sechs Zweitligaspielen in der 24. Meisterschaftsrunde erstmals von Beginn an am Rasen war. Bis zum Saisonende wurde er in nahezu allen weiteren Ligaspielen eingesetzt – nur das Saisonfinale gegen den NK Veržej verpasste er – und brachte es dabei auf insgesamt 14 Zweitligaeinsätze, in denen er noch torlos blieb. Im Endklassement belegte er mit der Mannschaft den vierten Tabellenplatz und blieb dem Team auch in der nachfolgenden Spielzeit 2015/16 erhalten. In dieser wurde er jedoch nur mehr selten von Badžim berücksichtigt und absolvierte erst in der elften Runde (Mitte Oktober) sein erstes Saisonspiel für die Herren. Zur Winterpause hatte er lediglich fünf Meisterschaftseinsätze zu Buche stehen und wechselte in ebendieser Zeit zurück zu seinem ehemaligen Ausbildungsverein NK Drava Ptuj.

### Rückkehr zu Drava Ptuj und Erstligaeinsätze beim NK Ankaran
Ab dem Frühjahr 2016 gehörte er vorwiegend zur Juniorenmannschaft des Klubs und absolvierte für diesen bis zum Saisonende neun Spiele in der 2. Slovenska Mladinska Liga, wobei er drei Mal zum Torerfolg kam. Ab der 22. Meisterschaftsrunde saß er auch regelmäßig auf der Ersatzbank der Herrenmannschaft, absolvierte jedoch lediglich einen wenige Minuten dauernden Kurzeinsatz im vorletzten Saisonspiel bei einem 6:4-Sieg über den bereits als Absteiger feststehenden NK Šenčur. Im Endklassement rangierte er mit den Herren auf dem dritten Tabellenplatz und lag mit seiner Mannschaft vier Punkte hinter dem Zweitplatzierten NK Aluminij und neun Zähler hinter dem Meister NK Radomlje. Auch in die darauffolgende Spielzeit 2016/17 startete Furjan mit dem NK Drava Ptuj und kam abwechselnd für die Junioren- und die Herrenmannschaft zum Einsatz. Dennoch brachte er es in keiner der beiden Mannschaften zur Stammkraft. Am Saisonende kam er auf eine Bilanz von neun Zweitligaeinsätzen und einem -treffer sowie auf sechs für ihn persönliche torlose Spiele für die Juniorenmannschaft in der 2. SML. Mit lediglich 31 Punkten – der Meister NK Triglav Kranj hatte mit 61 Zählen nahezu doppelt so viel – beendete Drava Ptuj die Saison auf dem fünften Tabellenplatz.
In der Sommerpause vor Beginn der Saison 2017/18 schloss sich der 19-jährige Offensivakteur abermals dem NK Ankaran an. Dieser war nach einem dritten Platz in der vorangegangenen Spielzeit überraschend in die höchste slowenischen Fußballliga aufgestiegen, konnte sich in dieser jedoch nicht halten. Nach nur einer Spielzeit in der Slovenska Nogometna Liga stieg der Klub direkt wieder in die Zweitklassigkeit ab; Furjan war mit sechs Meisterschaftseinsätzen – davon großteils wenige Minuten dauernde Kurzeinsätze – nur ein kaum berücksichtigter Wechselspieler. In der nachfolgenden Saison 2018/19 gehörte Furjan ebenfalls zum NK Ankaran, der sich jedoch nach dieser Spielzeit auflöste. Der 1,83 m große Rechtsfuß wurde in keinem einzigen Pflichtspiel in dieser Saison berücksichtigt und wechselte, nachdem sich sein Verein aufgelöst hatte, in die die dritte slowenische Fußballliga zum dort spielenden ŠD Videm. Bis dato (Stand: 26. April 2020) absolvierte Furjan acht Meisterschaftsspiele, bei denen er selbst allerdings torlos blieb.